# EHF-Europapokal der Pokalsieger der Frauen 2000/01
Am EHF-Europapokal der Pokalsieger 2000/01 nahmen 29 Handball-Vereinsmannschaften aus 27 Ländern teil. Diese qualifizierten sich in der vorangegangenen Saison in ihren Heimatländern im Pokalwettbewerb für den Europapokal oder wie Rapid Bukarest als Sieger des Euro-City-Cups 1999/00. Bei der 25. Austragung des Pokalsiegerwettbewerbes, konnte mit Motor Saporoshje zum ersten Mal eine Mannschaft aus der Ukraine den Pokal gewinnen.

## 3. Runde
Da die Europäische Handballföderation die Rundenbezeichnungen aller Clubwettbewerbe vereinheitlichte und das Starterfeld im Cup der Pokalsieger relativ klein war, begann dieser erst mit den Spielen der 3. Runde.
Die Hinspiele der 3. Runde fanden zwischen dem 6.–13. Januar und die Rückspiele zwischen dem 7.–14. Januar 2001 statt.
|                          | Gesamt |                        | Hinspiel  | Rückspiel |
| ------------------------ | ------ | ---------------------- | --------- | --------- |
| ŽRK Žalec                | 51:43  | ŽRK Mladost Banja Luka | 23:17     | 28:26     |
| TSV St. Otmar St. Gallen | 43:62  | ES Besançon            | 22:34 (1) | 21:28     |
| TV Mainzlar              | 68:48  | Handball Femina Vise   | 36:22     | 32:26     |
| Hapoel Petach Tikwa      | 25:85  | Rocasa Gran Canaria    | 11:43     | 14:42     |
| Motor Saporoshje         | 77:42  | MKS Vitaral Jelfa      | 42:19     | 35:23     |
| De Gasperi Enna          | 29:74  | Nordstrand IF          | 12:38 (2) | 17:36     |
| AAC 1899 Arnhem          | 36:29  | Etar Weliko 64 Tarnowo | 21:11     | 15:18 (3) |
| A. C. Filippos Verias    | 33:51  | WAT Fünfhaus           | 20:29 (4) | 13:22     |
| ŽRK Osijek               | 54:40  | Drut Belpak Beliniche  | 33:21     | 21:19 (5) |
| Anadolu Uni Eskişehir    | 47:57  | Napredak Kruševac      | 27:25     | 20:32     |
| AS Silcotub Zalău        | 70:33  | Club Sports Da Madeira | 37:16     | 33:17     |
| SK Ulbroka               | 38:83  | Kuban Krasnodar        | 25:42 (6) | 13:41     |
| Dunaferr SE              | 58:40  | Eastcon AG Vilnius     | 27:25 (7) | 31:15     |

Durch ein Freilos zogen Ikast-Bording EH, CB Elda Prestigio und Rapid Bukarest direkt in die 4. Runde ein.

## 4. Runde
In der 4. Runde fanden die Hinspiele vom 10.–16. Februar und die Rückspiele vom 11.–18. Februar 2001 statt.
|                     | Gesamt |                   | Hinspiel   | Rückspiel |
| ------------------- | ------ | ----------------- | ---------- | --------- |
| Motor Saporoshje    | 57:39  | Rapid Bukarest    | 32:17      | 25:22     |
| ES Besançon         | 37:36  | Dunaferr SE       | 16:16      | 21:20     |
| Rocasa Gran Canaria | 40:44  | AS Silcotub Zalău | 23:19      | 17:25     |
| ŽRK Žalec           | 56:41  | WAT Fünfhaus      | 31:21      | 25:20     |
| CB Elda Prestigio   | 59:38  | AAC 1899 Arnhem   | 33:17      | 26:21 (8) |
| Napredak Kruševac   | 42:41  | Ikast-Bording EH  | 24:18      | 18:23     |
| Kuban Krasnodar     | (9)    | TV Mainzlar       | -:-        | -:-       |
| ŽRK Osijek          | 33:57  | Nordstrand IF     | 19:23 (10) | 14:34     |

## Viertelfinale
Im Viertelfinale fanden die Hinspiele vom 3.–4. März und die Rückspiele am 10. März 2001 statt.
|                   | Gesamt |                   | Hinspiel | Rückspiel |
| ----------------- | ------ | ----------------- | -------- | --------- |
| Nordstrand IF     | 51:50  | CB Elda Prestigio | 29:24    | 22:26     |
| AS Silcotub Zalău | 53:42  | Kuban Krasnodar   | 29:21    | 24:21     |
| Napredak Kruševac | 48:65  | Motor Saporoshje  | 26:26    | 22:39     |
| ES Besançon       | 51:47  | ŽRK Žalec         | 28:17    | 23:30     |

## Halbfinale
Im Halbfinale fanden die Hinspiele am 1. April und die Rückspiele vom 7.–8. April 2001 statt.
|                   | Gesamt |                  | Hinspiel | Rückspiel |
| ----------------- | ------ | ---------------- | -------- | --------- |
| Nordstrand IF     | 49:41  | ES Besançon      | 28:19    | 21:22     |
| AS Silcotub Zalău | 46:48  | Motor Saporoshje | 29:20    | 17:28     |

## Finale
Das Hinspiel fand am 6. Mai 2001 in Saporoshje im Yunost Sports Palace und das Rückspiel am 13. Mai 2001 in den Osloer Sofiemyrhallen statt.
|                  | Gesamt |               | Hinspiel | Rückspiel |
| ---------------- | ------ | ------------- | -------- | --------- |
| Motor Saporoshje | 49:38  | Nordstrand IF | 26:20    | 23:18     |